# Swalm
Le Swalm (en allemand : Schwalm, en limbourgeois Zjwaam) est une rivière de l'Allemagne et des Pays-Bas, affluent de la Meuse.

## Géographie
La source du Swalm se trouve à l'est de Wegberg, en Rhénanie-du-Nord-Westphalie, non loin de la frontière entre l'Allemagne et les Pays-Bas. A Swalmen, le Swalm se jette dans la Meuse.

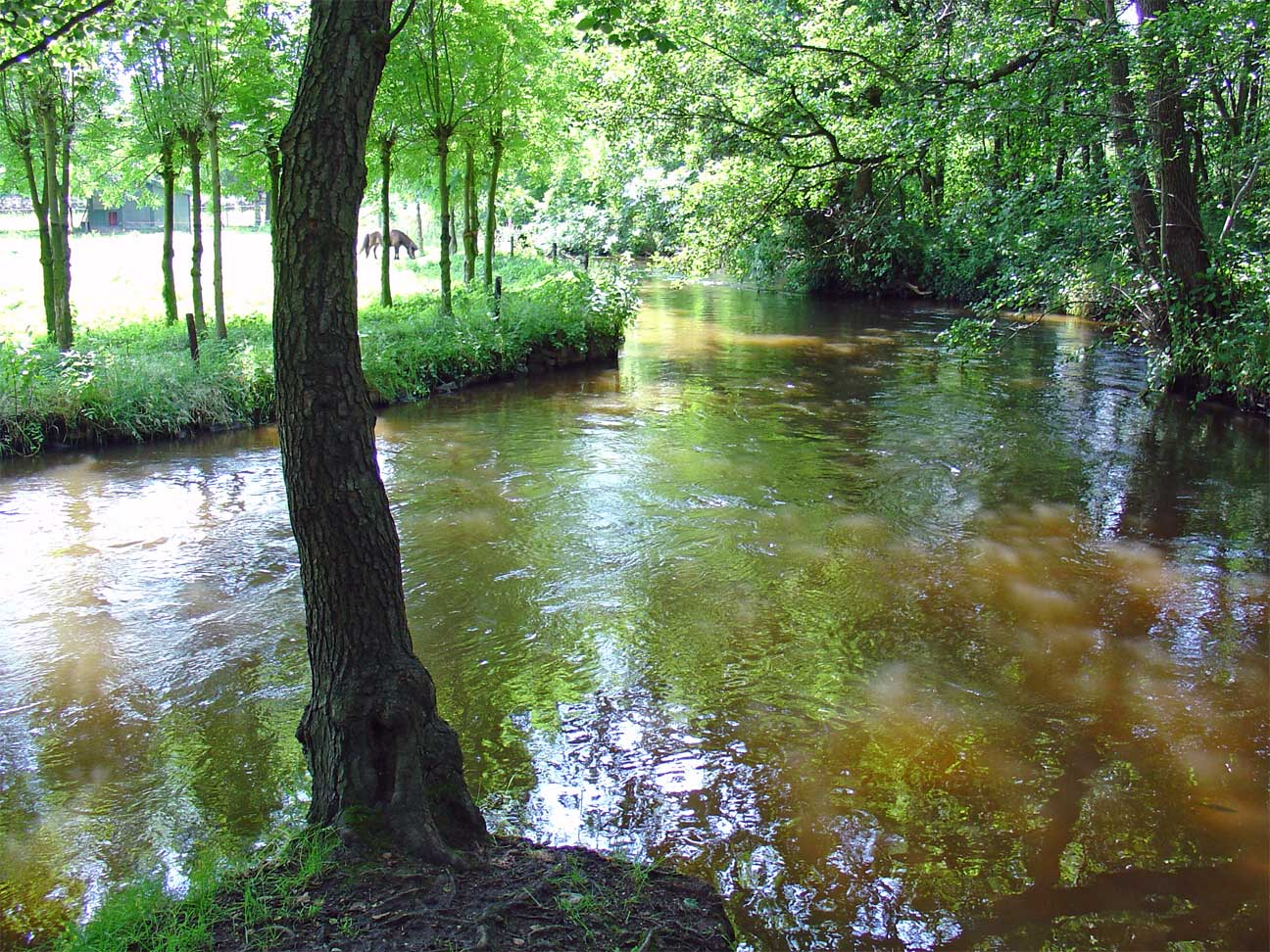
Swalm

La rivière a une longueur d'environ 45 km, dont 33 en Allemagne et 12 aux Pays-Bas. La superficie du bassin versant est de 277 km2, dont 251 en Allemagne et 26 aux Pays-Bas.
La partie néerlandaise et une partie du cours supérieur du Swalm ont conservé leur cours sinueux naturel historique. La vallée du Swalm fait partie de la parc naturel Meuse-Swalm-Nette (de).